# Lista de primeiros-ministros da Finlândia
O Primeiro-Ministro (Finlandês pääministeri, Sueco: statsminister) é o chefe de governo da Finlândia. De acordo com a Constituição da Finlândia, é indicado pelo partido detentor da maioria no Parlamento da Finlândia, e nomeado formalmente pelo Presidente.
A residência oficial do primeiro-ministro da Finlândia chama-se Kesäranta (em sueco Villa Bjälbo), e o seu gabinete de trabalho Valtioneuvoston linna (em sueco Statsrådsborgen). 
Em 1918 o senado finlandês foi transformado em Conselho de Estado (ou gabinete) da Finlândia, e a posição de Vice-Presidente da Divisão Econômica do Senado foi transformada no cargo de Primeiro Ministro.

## Lista de primeiros-ministros da Finlândia
Esta é uma lista de primeiros-ministros da Finlândia:
| Período       | Primeiro ministro                  | Partido                                  |
| ------------- | ---------------------------------- | ---------------------------------------- |
| 1917-1918     | Pehr Evind Svinhufvud              | Partido do Jovem Finlandês               |
| 1918          | Juho Kusti Paasikivi               | Partido Finladês                         |
| 1918-1919     | Lauri Ingman                       | Partido da Coligação Nacional            |
| 1919          | Kaarlo Castrén                     | Partido Progressivo Nacional             |
| 1919-1920     | Juho Vennola                       | Partido Progressivo Nacional             |
| 1920-1921     | Rafael Erich                       | Partido da Coligação Nacional            |
| 1921-1922     | Juho Vennola (2º mandato)          | Partido Progressivo Nacional             |
| 1922          | Aimo Cajander                      | Nenhum (Gabinete de guarda)              |
| 1922-1924     | Kyösti Kallio                      | Partido Agrário                          |
| 1924          | Aimo Cajander (2º mandato)         | Nenhum (Gabinete de guarda)              |
| 1924-1925     | Lauri Ingman (2º mandato)          | Partido da Coligação Nacional            |
| 1925          | Antti Tulenheimo                   | Partido da Coligação Nacional            |
| 1925-1926     | Kyösti Kallio (2º mandato)         | Partido Agrário                          |
| 1926-1927     | Väinö Tanner                       | Partido Social Democrático               |
| 1927-1928     | Juho Sunila                        | Partido Agrário                          |
| 1928-1929     | Oskari Mantere                     | Partido Progressivo Nacional             |
| 1929-1930     | Kyösti Kallio (3º mandato)         | Partido Agrário                          |
| 1930-1931     | Pehr Evind Svinhufvud (2º mandato) | Partido da Coligação Nacional            |
| 1931-1932     | Juho Sunila (2º mandato)           | Partido Agrário                          |
| 1932-1936     | Toivo Mikael Kivimäki              | Partido Progressivo Nacional             |
| 1936-1937     | Kyösti Kallio (4º mandato)         | Partido Agrário                          |
| 1937-1939     | Aimo Cajander (3º mandato)         | Partido Progressivo Nacional             |
| 1939-1940     | Risto Ryti                         | Partido Progressivo Nacional             |
| 1941-1943     | Johan Wilhelm Rangell              | Partido Progressivo Nacional             |
| 1943-1944     | Edwin Linkomies                    | Partido da Coligação Nacional            |
| 1944          | Antti Hackzell                     | Nenhum                                   |
| 1944          | Urho Castren                       | Partido da Coligação Nacional            |
| 1944-1946     | Juho Kusti Paasikivi (2º mandato)  | Partido da Coligação Nacional            |
| 1946-1948     | Mauno Pekkala                      | Liga Democrática das Pessoas Finlandesas |
| 1948-1950     | Karl-August Fagerholm              | Partido Social Democrático               |
| 1950-1953     | Urho Kekkonen                      | Partido Agrário                          |
| 1953-1954     | Sakari Tuomioja                    | Nenhum (Gabinete de guarda)              |
| 1954          | Ralf Törngren                      | Partido das Pessoas Suíças               |
| 1954-1956     | Urho Kekkonen (2º mandato)         | Partido Agrário                          |
| 1956-1957     | Karl-August Fagerholm (2º mandato) | Partido Social Democrático               |
| 1957          | V. J. Sukselainen                  | Partido Agrário                          |
| 1957-1958     | Rainer von Fieandt                 | Nenhum (Gabinete de guarda)              |
| 1958          | Reino Kuuskoski                    | Nenhum (Gabinete de guarda)              |
| 1958-1959     | Karl-August Fagerholm (3º mandato) | Partido Social Democrático               |
| 1959-1961     | V. J. Sukselainen (2º mandato)     | Partido Agrário                          |
| 1961-1962     | Martti Miettunen                   | Partido Agrário                          |
| 1962-1963     | Ahti Karjalainen                   | Partido Agrário                          |
| 1963-1964     | Reino Ragnar Lehto                 | Nenhum (Gabinete de guarda)              |
| 1964-1966     | Johannes Virolainen                | Partido Central                          |
| 1966-1968     | Rafael Paasio                      | Partido Social Democrático               |
| 1968-1970     | Mauno Koivisto                     | Partido Social Democrático               |
| 1970          | Teuvo Aura                         | Nenhum (Gabinete de guarda)              |
| 1970-1971     | Ahti Karjalainen (2º mandato)      | Partido Central                          |
| 1971-1972     | Teuvo Aura (2º mandato)            | Nenhum (Gabinete de guarda)              |
| 1972          | Rafael Paasio (2º mandato)         | Partido Social Democrático               |
| 1972-1975     | Kalevi Sorsa                       | Partido Social Democrático               |
| 1975          | Keijo Liinamaa                     | Nenhum (Gabinete de guarda)              |
| 1975-1977     | Martti Miettunen (2º mandato)      | Partido Central                          |
| 1977-1979     | Kalevi Sorsa (2º mandato)          | Partido Social Democrático               |
| 1979-1982     | Mauno Koivisto (2º mandato)        | Partido Social Democrático               |
| 1982-1987     | Kalevi Sorsa (2º mandato)          | Partido Social Democrático               |
| 1987-1991     | Harri Holkeri                      | Partido da Coligação Nacional            |
| 1991-1995     | Esko Aho                           | Partido Central                          |
| 1995-2003     | Paavo Lipponen                     | Partido Social Democrático               |
| 2003          | Anneli Jäätteenmäki                | Partido Central                          |
| 2003-2010     | Matti Vanhanen                     | Partido Central                          |
| 2010-2011     | Mari Kiviniemi                     | Partido Central                          |
| 2011-2014     | Jyrki Katainen                     | Partido da Coligação Nacional            |
| 2014-2015     | Alexander Stubb                    | Partido da Coligação Nacional            |
| 2015-2019     | Juha Sipilä                        | Partido Central                          |
| 2019          | Antti Rinne                        | Partido Social Democrático               |
| 2019-2023     | Sanna Marin                        | Partido Social Democrático               |
| 2023-presente | Petteri Orpo                       | Partido da Coligação Nacional            |